# Gessienne
La gessienne est une race bovine française disparue, originaire du pays de Gex.

## Origine
C'est une race à courte durée de vie, du début du XIXe siècle aux années 1940. Pour Philippe J. Dubois, elle résulte de l'utilisation de taureaux de race suisse simmental sur des vaches bressannes, race en voie de disparition et une population de l'est de l'Ain variée : schwitz, devenue braunvieh, tourache, fémeline... Elle accède même su rang de race reconnue avec l'ouverture d'un registre généalogique en 1906. Elle est à son tour fondue dans la tachetée de l'est qui deviendra la simmental française. Elle est parfois considérée comme une variante de la simmental suisse. Les effectifs ont atteint 120 000 têtes.

## Morphologie
Elle porte une robe pie rouge pâle, un peu comme celle de la simmental française actuelle, avec une morphologie plus grande et fine, ressemblant un peu à sa cousine montbéliarde.

## Aptitudes
C'était une race mixte, produisant lait et viande, mais aussi donnant sa force de travail avant l'avènement de la traction mécanique. Son lait était utilisé dans l'élaboration de fromages reconnus comme le gruyère, le bleu de gex ou le comté.

## Sources